# هارتا
هراتا (بالألمانية: Hartha) هي بلدة ألمانية تقع في ألمانيا في ساكسونيا.  يقدر عدد سكانها بـ 8,257 نسمة .

## المدن التوأمة
مدينة فروندنبرغ هي مدينة توأمة لـهراتا.